# Военно-воздушные силы Афганистана
Военно-воздушные силы Афганистана (пушту د افغانستان د اسلامي امارت هوايي ځواک‎) — один из видов вооружённых сил Афганистана, предназначавшийся для обеспечения противовоздушной обороны страны и ведения войны в воздухе.

## История
Военно-воздушные силы Афганистана были созданы 22 августа 1924 года. 
Вследствие политической нестабильности в стране они были ликвидированы в 1929 году, воссозданы в 1937 году. 
В последующие годы произошло несколько смен названия (с 1947 — Королевские ВВС Афганистана, с 1973 — Республиканские ВВС Афганистана) и опознавательного знака. 
Афганские военно-воздушные силы достигли наивысшего развития в 1980-е годы, благодаря значительной поддержке СССР; по западным оценкам, на 1985 год их численность составляла 7 тыс. человек. На вооружении имелись боевые самолёты МиГ-17, МиГ-19, МиГ-21, Су-7, Су-20/Су-22, Ил-28. С 1978 по 1992 год по всем причинам, включая небоевые, были понесены значительные потери — более 600 самолётов и вертолётов, включая учебные L-39 Albatros.
После свержения коммунистического правительства в 1992 году и раздела власти в стране между полевыми командирами национальные ВВС пришли в упадок. Значительная часть боевых самолётов попала к талибам и использовалась ими против Северного Альянса. В ходе военной операции США «Безграничная свобода» осенью 2001 года почти вся имевшаяся у Талибана авиатехника была уничтожена (до этого у движения Талибан имелись 15 МиГ-21, 8 вертолётов Ми-8).
После создания Исламской Республики Афганистан (2004—2021) происходило воссоздание Национального воздушного корпуса (с 2010 г. — Военно-воздушные силы Афганистана) с участием ряда стран. Так в 2008 году из Украины было поставлено 4 Ан-32Б.
2021: Взятие Кабула (2021)

## Вооружение и военная техника
| Тип                | Изображение                               | Производство | Назначение                                    | Количество | Примечания |          |
| Самолёты           | Самолёты                                  | Самолёты     | Самолёты                                      | Самолёты   | Самолёты | Самолёты |
| ------------------ | ----------------------------------------- | ------------ | --------------------------------------------- | ---------- | --- | -------- |
| A-29               |                                           | Бразилия     | Учебно-тренировочный самолёт/лёгкий штурмовик | 24         | 17 боеспособны |          |
| C-130H Hercules    |                                           | США          | транспортный самолёт                          | 4          | 2 боеспособны В конце 2012 года министерством обороны США было принято решение передать Афганистану 4 самолёта С-130Н. 9 октября 2013 года переданы первые 2 самолёта |          |
| C-27A Spartan      |                                           | Италия       | транспортный самолёт                          | 4          | 9 октября 2014 года 16 из 20 самолётов списаны и уничтожены |          |
| Ан-32Б             | AN-32 cargo plane of the Afghan Air Force | Украина      | транспортный самолёт                          | 4          | |          |
| Cessna 182T        |                                           | США          | общего назначения                             | 6          | Поставлены в 2011 году |          |
| Harbin Y-12        |                                           | Китай        | общего назначения                             | 2          | |          |
| Cessna 208B        |                                           | США          | общего назначения                             | 25         | Поставлены в 2011-2012 годах |          |
| Pilatus PC-12NG    |                                           | Швейцария    | лёгкий самолёт                                | 13         | |          |
| Boeing 727         |                                           | США          | пассажирский/транспортный                     | 3          | |          |
| Вертолёты          |                                           |              |                                               |            | |          |
| Ми-17              |                                           | Россия       | многоцелевой вертолёт                         | 95         | 12 боеспособны |          |
| Ми-35              |                                           | СССР         | транспортно-боевой вертолёт                   | 11         | |          |
| Bell UH-1 Iroquois |                                           | США          | многоцелевой вертолёт                         | 10         | |          |
| UH-60              |                                           | США          | многоцелевой вертолёт                         | 41         | 36 боеспособны 143 заказано |          |
| MD-530F            |                                           | США          | транспортно-боевой вертолёт                   | 68         | 38 боеспособны Поставлены в 2011 году |          |

На 2007 год Исламская Республика Афганистан имела более 40 военных самолётов и вертолётов. Эксплуатируются транспортные самолёты Ан-26 и Ан-32, учебно-тренировочные самолёты L-39, вертолёты Ми-17 и Ми-35.
По данным Flightglobal MiliCAS, в их распоряжении находятся 55 вертолётов Ми-8 и Ми-17.

## Галерея

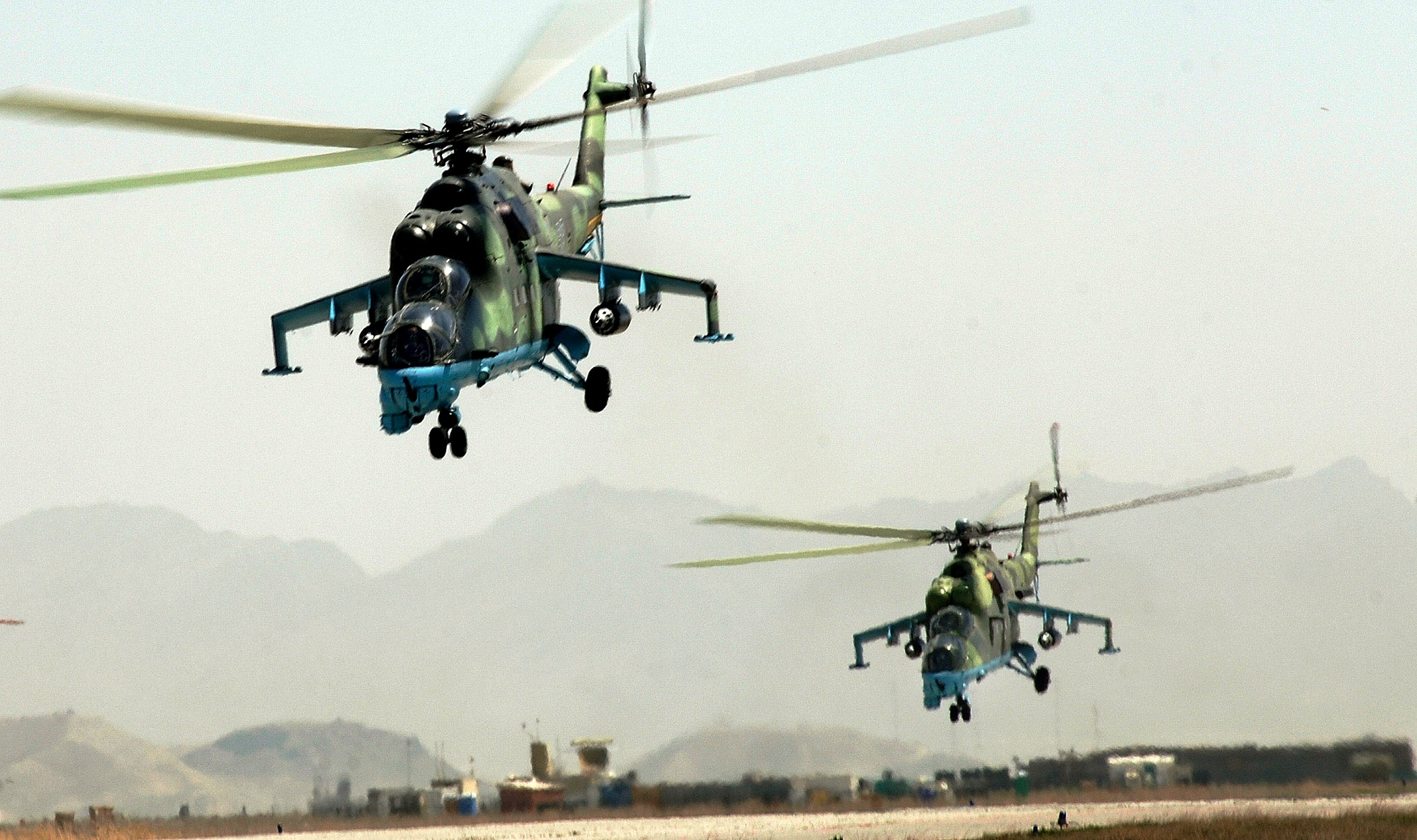
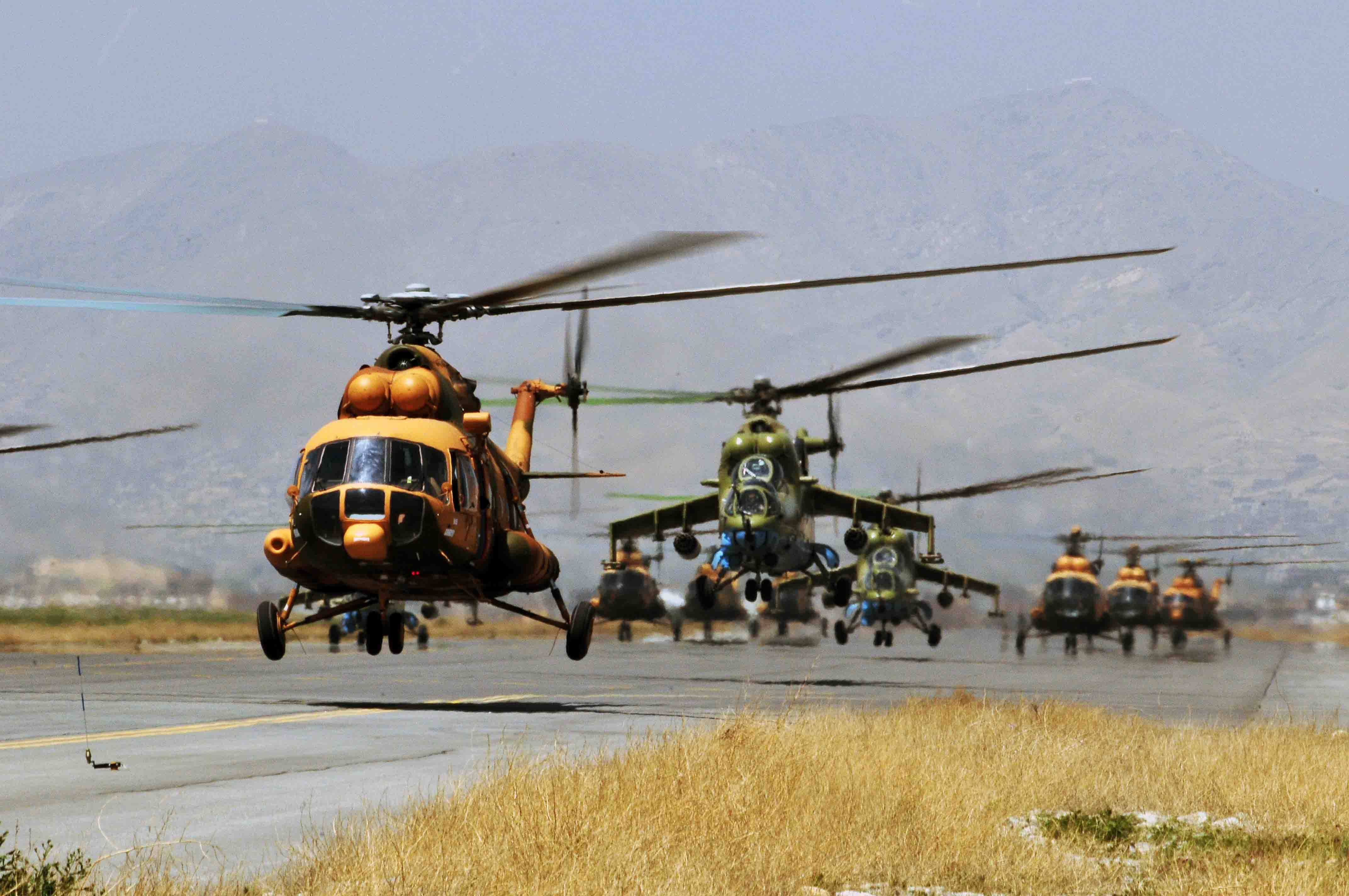
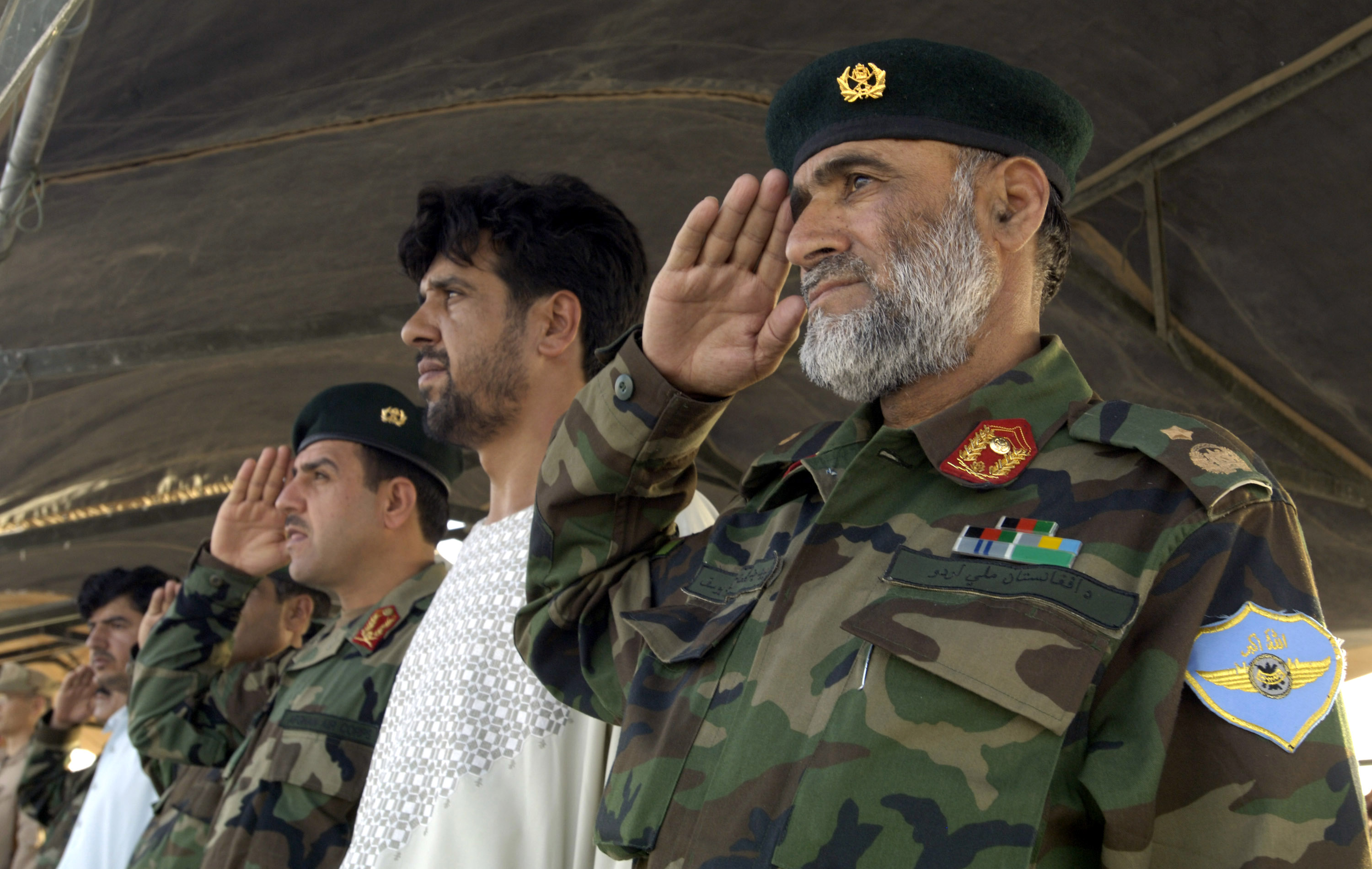
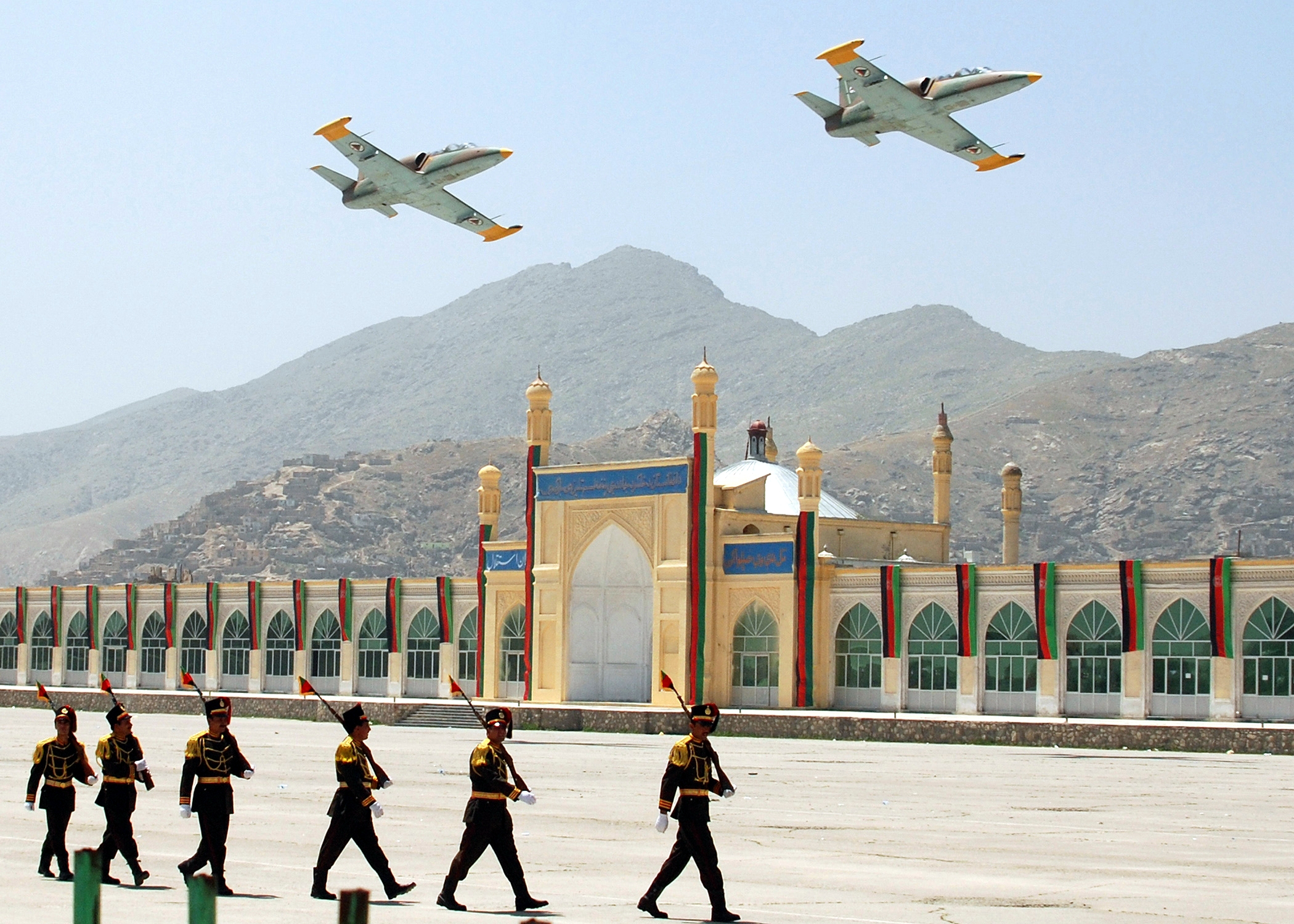
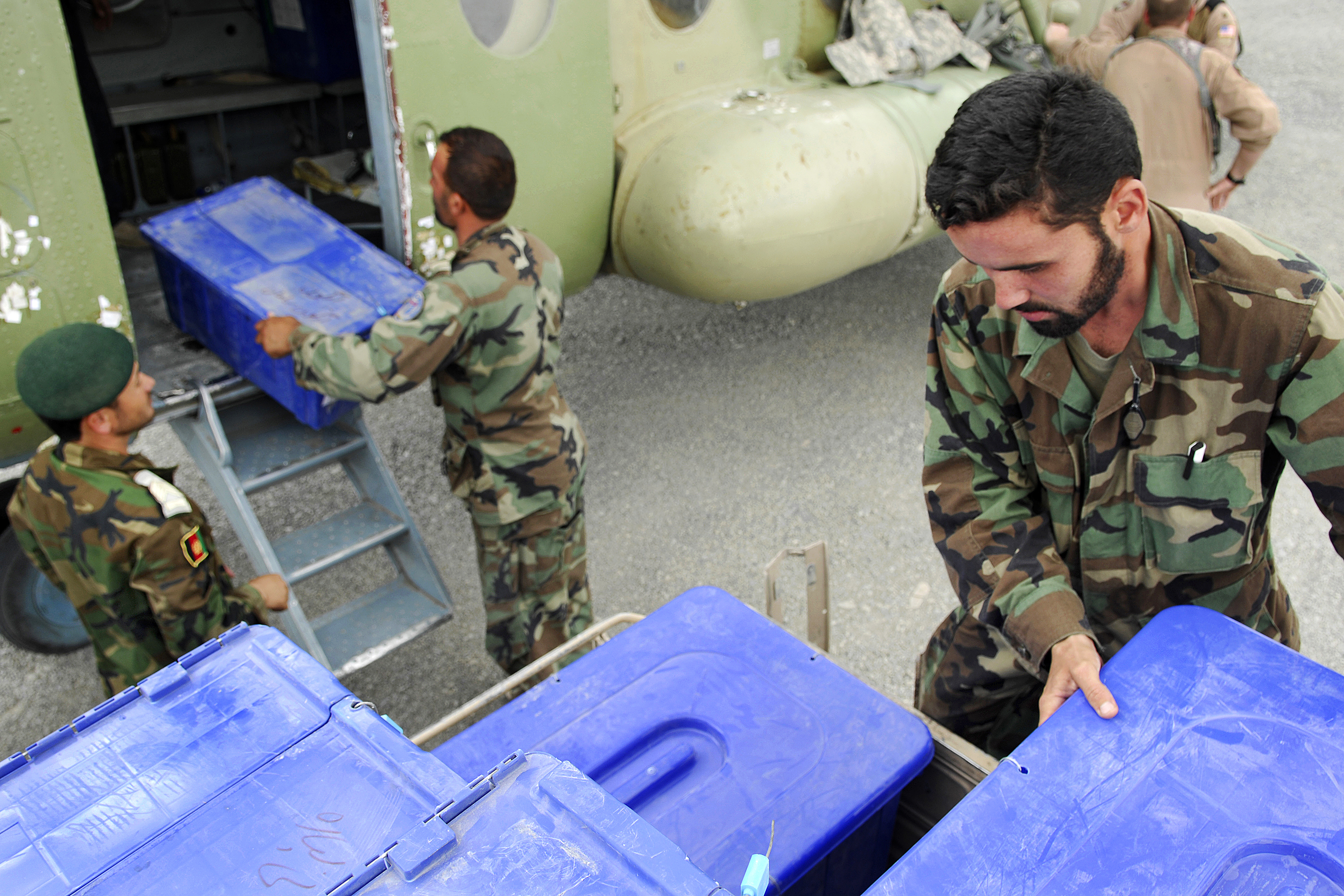
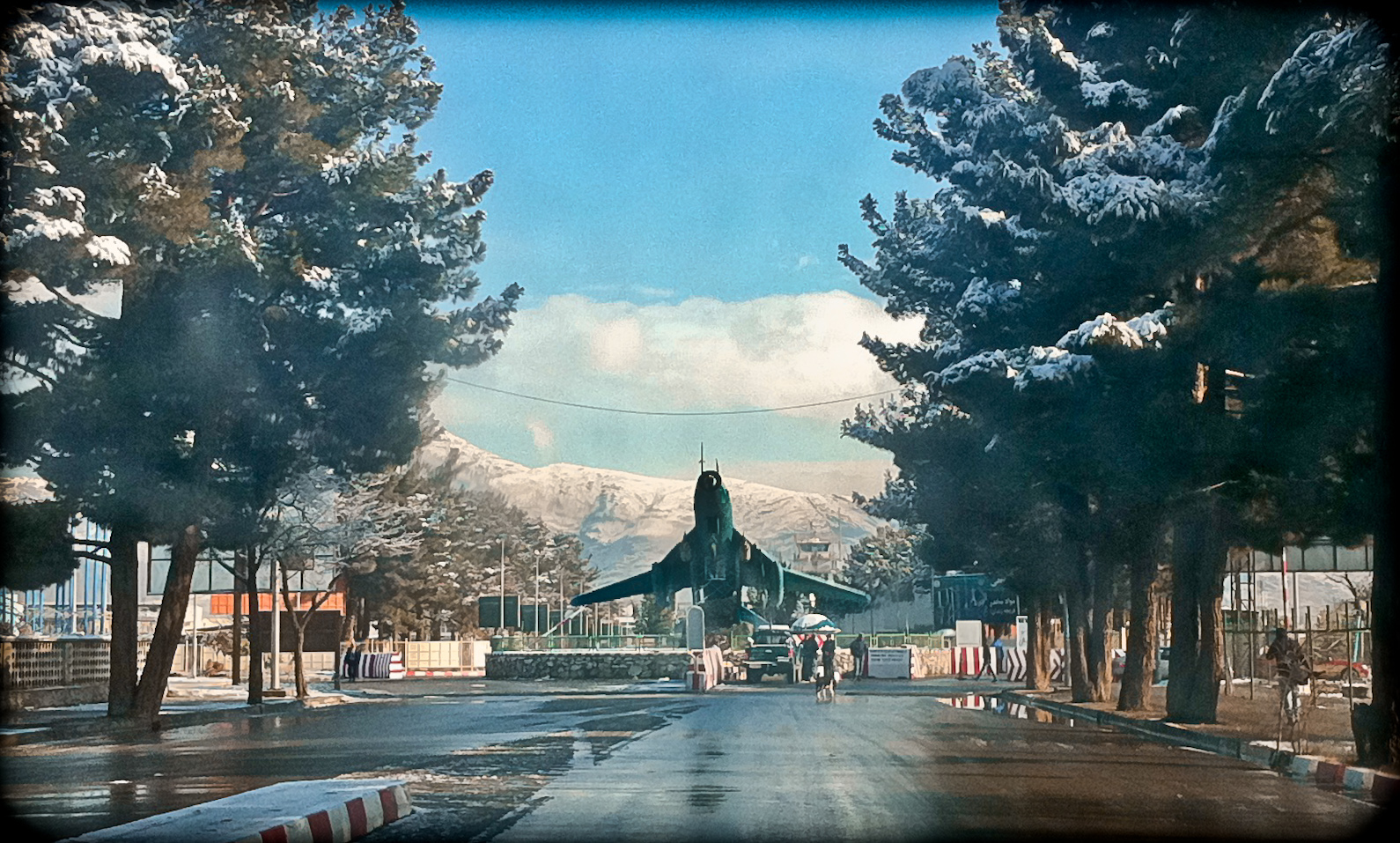

## Опознавательные знаки

Опознавательный знак Национального воздушного корпуса Афганистана
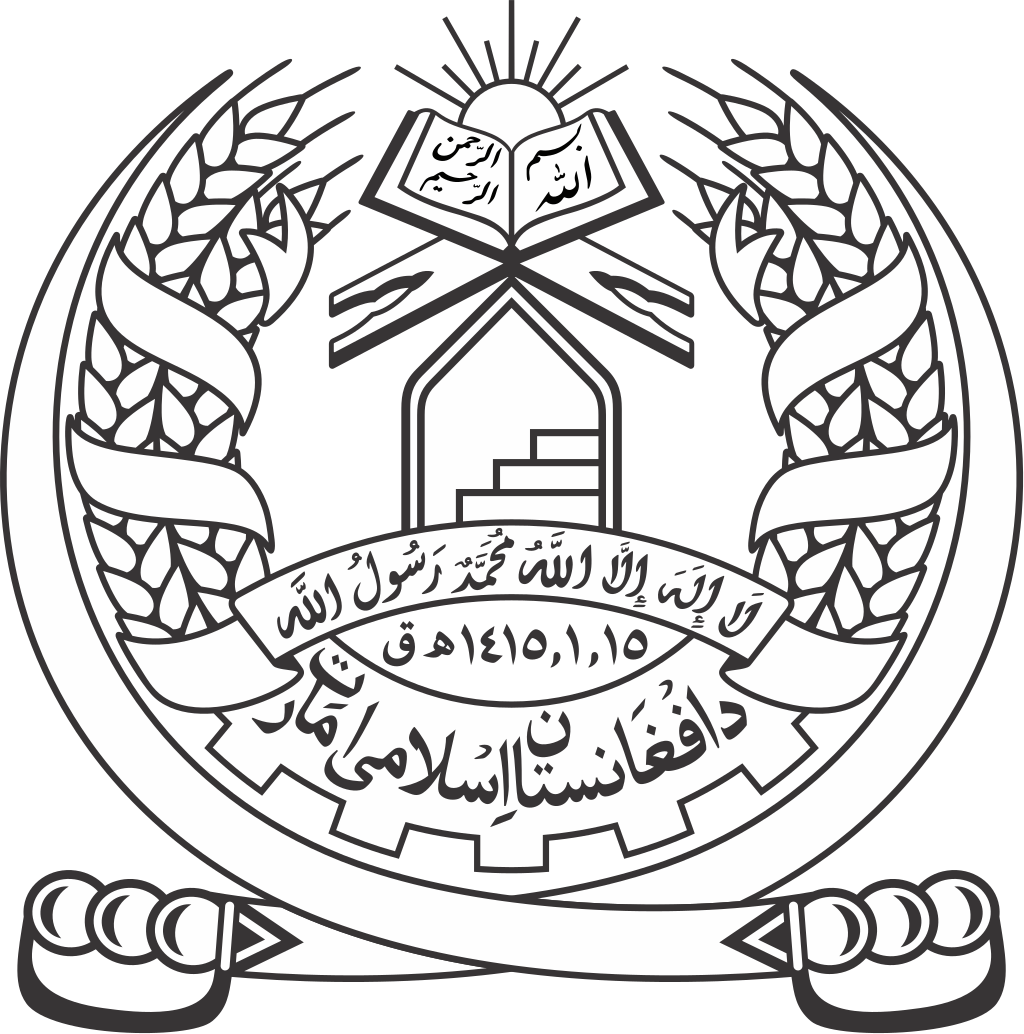
Эмблема(вписанная в белый круг), используемая на технике Исламского Эмирата Афганистан (с 2021 года)

### Эволюция опознавательных знаков
| Опознавательный знак | Знак на фюзеляж | Знак на киль | Когда использовался | Порядок нанесения |
| -------------------- | --------------- | ------------ | ------------------- | ----------------- |
|                      |                 |              | 1924 — 1929         |                   |
|                      |                 |              | 1937 — 1967         |                   |
|                      | нет             |              | 1967 — 1979         |                   |
|                      |                 |              |                     |                   |
|                      |                 |              |                     |                   |
|                      | нет             |              | 1983 — 1994         |                   |
|                      |                 |              |                     |                   |
|                      |                 |              | 2004 — 2021         |                   |

## Внешние ссылки
- Эволюция опознавательного знака афганских ВВС
- США докупили российских вертолётов для Афганистана // Lenta.ru, май 2013
- Расправить крылья не успели. Почему афганские ВВС оказались беспомощными // НВО НГ, 27.01.2022
- ВВС Афганистана на странице Milaviapress.com  (англ.) /вебархив/
- Lennart Andersson, The First 30 Years of Aviation in Afghanistan, Part 2  (англ.) /вебархив/
- Lennart Andersson. The First 30 Years of Aviation in Afghanistan, Part 1  (англ.)